# 第一メリヤス
第一メリヤス株式会社（だいいちめりやす）は、大阪府枚方市に本社を置く、原料の下ごしらえ、プログラミング、編み、縫製、洗い、ボタンやタグ付け、仕上げ作業、検品・袋詰めまでを自社で行うアパレルニット製品の企画製造販売会社である。1919年創業。

## 会社概要
1919年（大正8年）、メリヤス業界のTOP企業であった白金莫大小製造所で技術を習得した小久保亀太郎が東京・目黒で「小久保メリヤス」として独立開業。その後、関東大震災の影響を受けて大阪・都島に移転、昭和に入り小久保メリヤス以下産地の数社が合併し第一メリヤスが誕生した。
二代目小久保恵三に経営が譲られた後、ヨーロッパのニット業界における考え方や「装い、造り」に強烈なショックを受け「日本でもこのようなニット製品を生み出すべきだ」との強い気持ちでヨーロッパのニット工場や機械メーカーを熱心に訪問し研究した。
三代目小久保昭延の代には「日本国内生産だから出来ることをやる」を信念に、「無縫製ニット」を突き詰め高付加価値の製品を追求した。
四代目小久保貴光の代を迎え、脈々と受け継がれてきた技術とDNAで、着る人のことを想い「心が見える製品」を生み出している。ものづくりの精神にこだわりを持ち自社ブランドの拡大に力を入れている。
立体で一気に商品を編み上げる「無縫製編み機」で１本の毛糸を編み上げて、素材の持ち味を引き出し立体の編み物造形を論理的に組み立てる技術が特徴。

## 沿革
- 1919年（大正8年4月1日）-東京府 荏原郡 目黒 にて 小久保莫大小（個人）として事業開始
- 1923年（大正12年9月）- 関東震災により東京目黒から大阪に移転
- 1927年（昭和2年）- 大阪都島中野町にてメリヤス業（個人経営）再開
- 1941年（昭和16年）- 企業整備により第一莫大小(有限会社）、資本金７万円にて設立。軍需品の製造を行う 。小久保亀太郎が代表者に就任
- 1945年（昭和20年）- 終戦により解散
- 1947年（昭和22年）- 小久保亀太郎 単独で第一莫大小(有) 再開
- 1951年（昭和26年9月27日）- 資本金５０万円にて株式会社に改組。第一メリヤス株式会社へ社名変更、代表に小久保恵三就任
- 1963年（昭和38年）- 大阪都島中野町から大阪府枚方市津田535に工場建設開始
- 1964年（昭和39年）- 第1期 工事完成 欧米の精鋭編機 導入
- 1964年（昭和39年）- 三菱レイヨン2000万、岩井産業1500万、河越商事1000万、小久保一族、その他従来の株主より資本計7000万
- 1970年（昭和45年）- 500万の増資
- 1995年（平成7年2月）- 小久保恵三が辞任、代表取締役に小久保昭延就任
- 1999年（平成11年6月）- 三菱レイヨン、日商岩井、河越商事、それぞれの出資株を買い戻し完了。上場株各社の化学繊維指向から市場の天然繊維の需要要求に変ったため株の買戻
- 2009年（平成21年3月7日）- 小久保昭延辞任、会長に就任
- 2009年（平成21年10月20日）- 代表取締役に小久保貴光就任

## 自社ブランド
- 『CAMETARO🄬(亀太郎)』は創業者の名前より名付けられたインナーを中心とした同社のブランドである。「良い素材のものを素肌に近いところだからこそ味わってほしい」と原料にこだわり、縫い目が肌に当たる違和感をなくすよう無縫製で作られた同製品は肌触りや着心地に定評がある。
- 『GAUGE(ゲージ)』は同社によるオーダーニットのブランドである。寸法はもちろんながら色や素材など細部に至るまでヒアリングによる提案を経て製造される。着用者のライフスタイルに合わせパッケージや保管方法にまでこだわりをみせるため、贈答品や記念品として親しまれている。また、ゲージとは一定間隔における編針の密度を表す衣料用語から由来している。